# Mangshi
Mangshi (chinesisch 芒市镇, Pinyin Mángshì Zhèn, Tai Nüa ᥛᥫᥒᥰ ᥑᥩᥢᥴ) ist eine Großgemeinde und der Hauptort der gleichnamigen kreisfreien Stadt Mang und des Autonomen Bezirks Dehong der Dai und Jingpo im Westen der chinesischen Provinz Yunnan. Sie hat eine Fläche von 342,3 km² und zählt 46.353 Einwohner (Stand: Zensus 2010).
Zu ihren Sehenswürdigkeiten zählen Tempel des Südlichen Buddhismus (Theravada): der Wuyun-Tempel (Wuyun si 五云寺 "Fünf-Wolken-Tempel"), der Bodhi-Tempel (Puti si 菩提寺) und der Foguang-Tempel (Foguang si 佛光寺).